# KABUTO
『KABUTO』（カブト）は、[ALEXANDROS]の楽曲。2018年5月23日にユニバーサルミュージックから16枚目のシングルとして発売された。

## 概要
- 前作『明日、また』から約6ヶ月ぶりのシングル。CDは初回限定盤、通常盤の2形態で発売。
- 初回限定盤には、フォトブックが付属する。

## 収録曲
特記が無い限り、作詞・作曲：川上洋平、編曲：[ALEXANDROS]
1. KABUTO
  - サビパートが存在せず、ギターリフを主軸とした楽曲である。
  - 原曲が存在し、タイトルは「Ladybug」である[7]。
  - 中盤に出てくる男性の声は「Ice cold water guys Ice cold soda」と言っている。これは川上と庄村がライブを見に行った時に売店の男性が発言した言葉である「めっちゃ冷たい水、もしくは飲み物あるよ」という意味である[8]。
  - ライブでは後半部分を丸々カットしたバージョンで披露されることが多い。
  - 「Sleepless in Japan」ツアーでは毎公演演奏されていたが、映像化もされている2019年6月16日・さいたまスーパーアリーナでのツアーファイナル公演では、川上がセットリストを飛ばしたため、未演奏となった。
2. ハナウタ
作詞：最果タヒ、編曲：小林武史
  - 東京メトロ「Find my Tokyo.」CMソング。作詞、編曲を外部の人間が担当するのは（［Champagne］時代も含め）［ALEXANDROS］初。
  - 別バージョンが「Sleepless in Brooklyn」の完全生産限定盤に付属しているRare Tracks & Demo CDに収録されておりタイトルは「Underground」である。「Underground」のイントロのギターリフが後に「閃光」のギターリフになる。
3. Follow Me
  - 「国際工科専門職大学」CMソングに利用された。